# Rogério Skylab
Rogério Skylab, all'anagrafe Rogério Tolomei Teixeira (Rio de Janeiro, 2 settembre 1956), è un cantante, chitarrista e conduttore televisivo brasiliano.
Ha origini italiane e portoghesi. Il nome d'arte riflette l'interesse dell'artista per le missioni NASA.

## Biografia
Rogerio Skylab si è avvicinato alla musica relativamente tardi, intorno ai 35 anni, dopo aver conseguito due lauree - la prima in lettere, la seconda in filosofia - all'Università federale di Rio de Janeiro, dove si era immatricolato anche per prenderne una terza in diritto, percorso poi interrotto.
Gli album da lui incisi sono caratterizzati da un notevole eclettismo musicale, anche se essenzialmente vi domina il rock nelle sue varie declinazioni; se ne scostano i tre lavori pubblicati tra il 2012 e il 2015, prettamente di sapore MPB e dedicati al Carnevale. Nel 2017 l'artista ha annunciato il progetto di una nuova trilogia musicale, dai contenuti molto polemici e per questo provocatoriamente denominata "Trilogia do cu" ('Trilogia del culo'): essa è formata dagli album O Rei do Cu (uscito nel 2018 e censurato da molte radio), Nas Portas do Cu (2019) e Crítica da Faculdade do Cu (2019).
Una particolarità di molti brani è l'abbondanza di citazioni letterarie da importanti scrittori come Joaquim Maria Machado de Assis, João Cabral de Melo Neto, Clarice Lispector, Jorge Luis Borges, Rubens Figueiredo, Milton Hatoum e Cristóvão Tezza; nel complesso i testi sono densi di pessimismo, nonostante il ritmo sostenuto. La sua canzone più fortunata è Matador de Passarinho (1999), titolo anche di un talk-show da lui condotto nel triennio 2012-14 su Canal Brasil.
Nel 2005 ha dato alle stampe una raccolta di poesie in forma di sonetti, Debaixo das Rodas de um Automóvel.
Nel 2016 ha impersonato un professore di storia nel film Como se Tornar o Pior Aluno da Escola.

## Vita privata
Dichiaratamente agnostico, è sposato dal 1983 con la fotografa e produttrice discografica Solange Venturi, che ha anche illustrato alcuni album del marito.

## Discografia

### Album
- Fora da Grei (1992)
- Skylab (1999)
- Skylab II - Ao Vivo (2000)
- Skylab III (2002)
- Skylab IV (2003)
- Skylab V (2004)
- Skylab VI (2006)
- Skylab VII (2007)
- Skylab VIII (2008)
- Skylab IX - Ao Vivo (2009)
- Skylab X (2011)
- Abismo e Carnaval (2012)
- Melancolia e Carnaval (2014)
- Desterro e Carnaval (2015)
- O Rei do Cu (2018)
- Nas Portas do Cu (2019)
- Crítica da Faculdade do Cu (2019)
- Cosmos (2020)
- Os Cosmonautas (2020)
- Caos e Cosmos, Vol. 1 (2021)
- Caos e Cosmos, Vol. 2 (2022)
- Caos e Cosmos, Vol. 3 (2023)